# Aulo Mario Celso
Aulo Mario Celso (in latino Aulus Marius Celsus; fl. I secolo) è stato un politico e militare romano.

## Biografia

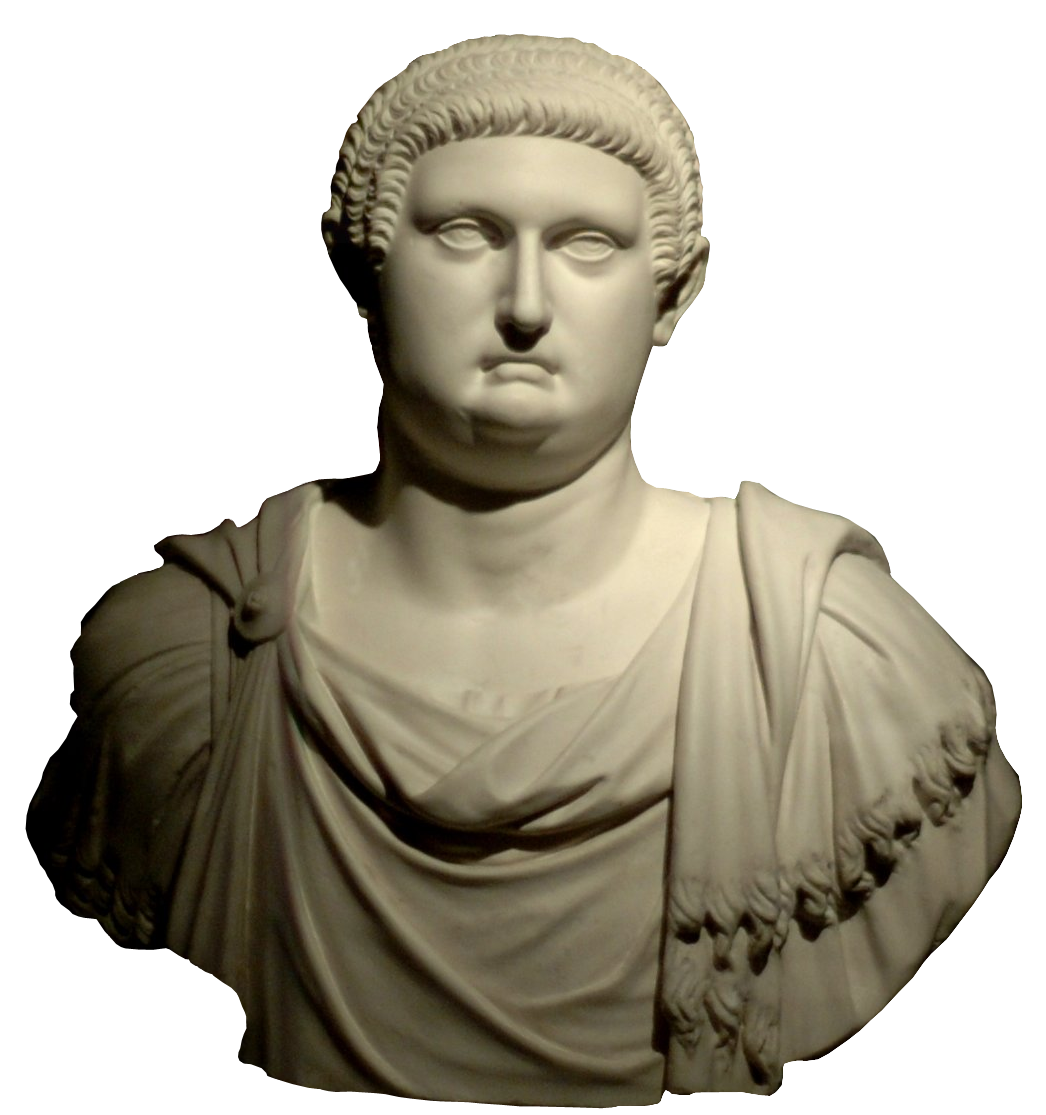
Busto di Otone, imperatore sotto il quale Celso servì come generale (Museo delle Scienze Naturali, Houston, Texas)

Celso appare per la prima volta nel 63, sotto l'impero di Nerone, come legatus in Pannonia al comando della Legione XV Apollinaris. Nel 68, anno in cui Nerone morì e Galba prese il potere, Celso fu un acceso sostenitore di quest'ultimo; all'inizio dell'anno successivo, l'anno dei quattro imperatori, quando Otone si rivoltò contro Galba per prendere il suo posto, Celso rischiò di essere ucciso dalle guardie in rivolta. Celso tornò sul Campidoglio e avvertì l'imperatore dei moti che stavano prendendo piede in tutta la città. Quando Galba fu ucciso, Otone fece arrestare Celso per proteggerlo dai soldati che volevano trucidarlo, promettendo loro una pena ancora peggiore, ma in seguito lo perdonò.
Quando a Roma arrivò la notizia che Vitellio, il comandante delle legioni di Germania, si era rivoltato contro l'imperatore, Otone appuntò Celso come generale, insieme al prefetto del pretorio Licinio Proculo, al proprio fratello Lucio Tiziano, a Annio Gallo e a Gaio Svetonio Paolino. Sotto la guida di Celso e Paolino, l'esercito otoniano vinse la battaglia di locus Cantorum contro il comandante vitelliano Aulo Cecina Alieno.  Successivamente, in un consiglio di guerra, Gallo, Celso e Paolino consigliarono di non ingaggiare uno scontro diretto con l'armata di Vitellio, tornata più forte, mentre Proculo e Tiziano erano propensi alla battaglia campale: Otone ascoltò questi ultimi  e nella battaglia di Bedriaco Vitellio vinse contro le truppe otoniane. Celso cercò di rimettere insieme l'esercito dell'imperatore, ma quest'ultimo si suicidò appena saputo della battaglia. Vitellio lo perdonò e gli permise di svolgere l'incarico di console suffetto da luglio a settembre con Gneo Arrio Antonino, incarico che aveva in sospeso dall'impero di Galba.